# Dyskografia The-Dream
Dyskografia amerykańskiego rapera The-Dream zawiera dwa albumy studyjne, siedem singli oraz 5 teledysków.

## Albumy studyjne
| Rok  | Album                                                                             | Pozycja na listach sprzedaży | Pozycja na listach sprzedaży | Pozycja na listach sprzedaży | Sprzedaż międzynarodowa                                         |
| Rok  | Album                                                                             | USA                          | USA R&B                      | CAN                          | Sprzedaż międzynarodowa                                         |
| ---- | --------------------------------------------------------------------------------- | ---------------------------- | ---------------------------- | ---------------------------- | --------------------------------------------------------------- |
| 2007 | Love Hate - Wydana: 11 grudnia 2007 - Wydawnictwo: Radio Killa/Def Jam Records    | 30                           | 5                            | —                            | RIAA: Złoto Sprzedaż w USA: 547 254 Sprzedaż światowa: 600,000+ |
| 2009 | Love vs. Money - Wydana: 10 marca 2009 - Wydawnictwo: Radio Killa/Def Jam Records | 2                            | 1                            | 69                           | RIAA: n/a Sprzedaż w USA: 242 943                               |

## Single
| Rok  | Singel            | Pozycje na listach | Pozycje na listach | Pozycje na listach | Pozycje na listach | Album     | Link  |
| Rok  | Singel            | U.S.               | R&B                | Pop                | NZ                 | Album     | Link  |
| ---- | ----------------- | ------------------ | ------------------ | ------------------ | ------------------ | --------- | ----- |
| 2007 | "Shawty Is a 10"  | 17                 | 6                  | 45                 | 36                 | Love Hate | [ 4 ] |
| 2007 | "Falsetto"        | 30                 | 3                  | 94                 | 38                 | Love Hate | [ 5 ] |
| 2007 | "I Luv Your Girl" | 97                 | 26                 | –                  | –                  | Love Hate | [ 6 ] |

### Inne notowane utwory
- "Livin' A Lie" (z udziałem Rihanny) - #202 ^ Euro 200; #1 Malta Singles Chart

^ - Bubling Under (Poczekalnia)

## Wyprodukowane piosenki
- Chris Brown - "You"
- Janet Jackson - "The Greatest X" (razem z Tricky Stewartem)
- Mary J. Blige - "Just Fine" (razem z Tricky Stewartem)

## Napisane piosenki
| Wykonawca          | Tytuł utworu                                   |
| ------------------ | ---------------------------------------------- |
| 3LW                | "You Ain't Ready"                              |
| Ashanti            | "Medicine"                                     |
| B2K                | "Everything"                                   |
| Bayje              | "Still in Love"                                |
| Bayje              | "Missin' You"                                  |
| Boss               | "Butterfly Effect"                             |
| Billy Crawford     | "Bright Lights Big City"                       |
| Brit and Alex      | "Beautiful"                                    |
| Brit and Alex      | "Heart Breaker"                                |
| Brit and Alex      | "Preachin' to the Choir"                       |
| Brit and Alex      | "Thats My Baby"                                |
| Britney Spears     | "Me Against the Music" (z udziałem Madonny)    |
| Brooke Valentine   | "Ghetto Superstarz"                            |
| Céline Dion        | "Skies of L.A."                                |
| Chris Brown        | "You"                                          |
| Dear Jayne         | "Talkin' 'Bout Himself"                        |
| Dear Jayne         | "I Loose Everything"                           |
| J. Holiday         | "Bed"                                          |
| J. Holiday         | "Laa Laa"                                      |
| J. Holiday         | "Suffocate"                                    |
| Janet Jackson      | "Greatest X"                                   |
| Jesse McCartney    | "Leavin"                                       |
| Lucy Walsh         | "Forever Since"                                |
| Lucy Walsh         | "So Uncool"                                    |
| Mariah Carey       | "Touch My Body"                                |
| Mariah Carey       | "Touch My Body (Remix)" (z udziałem The-Dream) |
| Mary J. Blige      | "Grown Woman" (z udziałem Ludacrisa)           |
| Mary J. Blige      | "Just Fine"                                    |
| Mary J. Blige      | "Feel Like a Woman"                            |
| Mary J. Blige      | "Shake Down" (z udziałem Ushera)               |
| Mary J. Blige      | "Roses"                                        |
| Mary J. Blige      | "Come to Me (Peace)"                           |
| Mary J. Blige      | "Nowhere Fast"                                 |
| Mary J. Blige      | "Mirror" (z udziałem Eve)                      |
| Mýa                | "Like Crazy"                                   |
| Nicole Scherzinger | "Powers Out" (z udziałem Stinga)               |
| Nivea              | "Complicated"                                  |
| Nivea              | "I Can't Mess with You"                        |
| Nivea              | "Indian Dance"                                 |
| Nivea              | "Let It Go"                                    |
| Nivea              | "Okay" (z udziałem Lil Jon & YoungBloodZ)      |
| Nivea              | "Red Cup" (z udziałem The-Dream)               |
| Nivea              | "Watch It"                                     |
| Shawn Desman       | "No More"                                      |
| Shawn Desman       | "Man in Me"                                    |
| Shawn Desman       | "Ooh"                                          |
| Steph Jones        | "La La Means Love"                             |
| Sugababes          | "You"                                          |
| Rihanna            | "Gotta Be You"                                 |
| Rihanna            | "Breakin' Dishes"                              |
| Rihanna            | "Lemme Get That" "Sell Me Candy"               |
| Rihanna            | "Umbrella"                                     |
| Rihanna            | "Hatin On The Club"                            |
| Usher              | "Moving Mountains"                             |